# Richard L. Van Enger

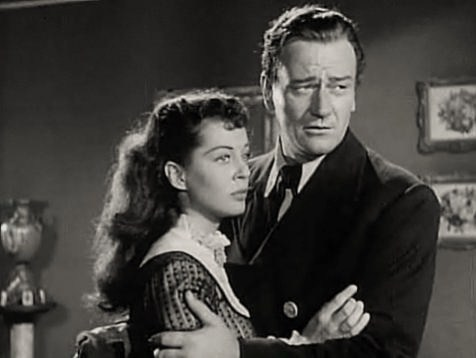
Le Réveil de la sorcière rouge (1948), avec Gail Russell et John Wayne

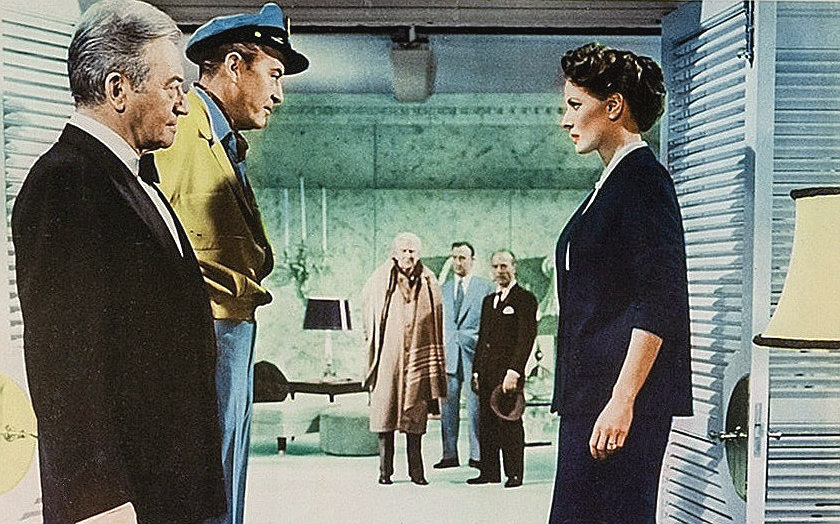
L'Homme de Lisbonne (1956), avec Claude Rains, Ray Milland et Maureen O'Hara (de g. à d.)

Richard L. Van Enger — né le 20 juin 1914 à New York (État de New York), mort le 20 mars 1984 à Burbank (Californie) — est un monteur américain, membre fondateur de l'ACE.

## Biographie
Au cinéma, Richard L. Van Enger débute comme assistant monteur sur Autant en emporte le vent de Victor Fleming, George Cukor et Sam Wood (1939, avec Vivien Leigh et Clark Gable). Puis il est monteur à part entière de soixante-treize autres films américains, depuis The Moon and Sixpence d'Albert Lewin (1942, avec George Sanders et Herbert Marshall) jusqu'à Le Scorpion noir d'Edward Ludwig (1957, avec Richard Denning et Mara Corday).
Entretemps, citons Je vous ai toujours aimé de Frank Borzage (1946, avec Philip Dorn et Maria Ouspenskaya), Iwo Jima d'Allan Dwan (1949, avec John Wayne et John Agar) — qui lui vaut son unique nomination à l'Oscar du meilleur montage — et Johnny Guitare de Nicholas Ray (1954, avec Joan Crawford et Sterling Hayden).
Pour la télévision américaine, outre un téléfilm de 1976, il est monteur sur vingt-cinq séries à partir de 1952, dont Bat Masterson (soixante-douze épisodes, 1958-1961) et Commando Garrison (vingt-cinq épisodes, 1967-1968). Sa dernière série est Wonder Woman (treize épisodes, 1977-1978).
Richard L. Van Enger est l'un des membres fondateurs, en 1950, de l'American Cinema Editors (ACE).

## Filmographie partielle

### Cinéma
- 1939 : Autant en emporte le vent (Gone with the Wind) de Victor Fleming, George Cukor et Sam Wood (assistant monteur)
- 1942 : The Moon and Sixpence d'Albert Lewin
- 1944 : Alerte aux marines (The Fighting Seabees) d'Edward Ludwig
- 1945 : La Belle de San Francisco (Flame of Barbary Coast) de Joseph Kane
- 1945 : Earl Carroll Vanities de Joseph Santley
- 1946 : Je vous ai toujours aimé (I've Always Loved You) de Frank Borzage
- 1947 : L'Homme que j'ai choisi (The Flame) de John H. Auer
- 1947 : Le Bébé de mon mari (That's My Man) de Frank Borzage
- 1948 : Le Réveil de la sorcière rouge (Wake of the Red Witch) d'Edward Ludwig
- 1948 : Daredevils of the Clouds de George Blair
- 1949 : Le Bagarreur du Kentucky (The Fighting Kentuckian) de George Waggner
- 1949 : Iwo Jima d'Allan Dwan
- 1950 : Singing Guns de R. G. Springsteen
- 1951 : La Dame et le Toréador (Bullfighter and the Lady) de Budd Boetticher
- 1952 : Les Diables de l'Oklahoma (Thunderbirds) de John H. Auer
- 1952 : Au royaume des crapules (Hoodlum Empire) de Joseph Kane
- 1952 : Le Shérif de Tombstone (Toughest Man in Arizona) de R. G. Springsteen
- 1953 : La Mer des bateaux perdus (Sea of Lost Ships) de Joseph Kane
- 1953 : Toutes voiles sur Java (Fair Wind to Java) de Joseph Kane
- 1954 : Johnny Guitare (Johnny Guitar) de Nicholas Ray
- 1955 : La Loi du plus fort de Joseph Kane
- 1955 : Colorado Saloon (The Road to Denver) de Joseph Kane
- 1956 : La Femme du hasard (Flame of the Islands) d'Edward Ludwig
- 1956 : La Horde sauvage (The Maverick Queen) de Joseph Kane
- 1956 : L'Homme de Lisbonne (Lisbon) de Ray Milland
- 1957 : Le Scorpion noir (The Black Scorpion) d'Edward Ludwig

### Télévision
(séries, sauf mention contraire)

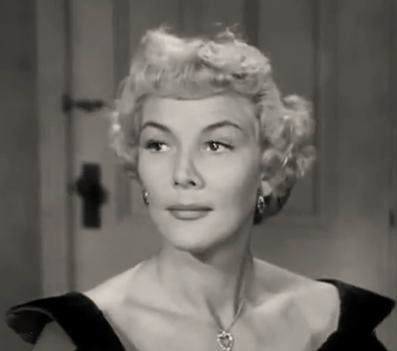
Histoires du siècle dernier, épisode Kate Bender (1955), avec Veda Ann Borg

- 1955 : Histoires du siècle dernier (Stories of the Century), saison 2, 5 épisodes
- 1957-1958 : Lassie, saison 4, 18 épisodes
- 1958-1961 : Bat Masterson, saisons 1 à 3, 72 épisodes
- 1961 : L'Homme à la carabine (The Rifleman), saison 3, épisode 22 Closer Than a Brother de Joseph H. Lewis et épisode 30 The Mescalero Curse de Jesse Hibbs
- 1961-1962 : C'est arrivé à Sunrise (Bus Stop), saison unique, 7 épisodes
- 1962 : Ombres sur le soleil (Follow the Sun), saison unique, épisode 29 Run, Clown, Run de Jus Addiss
- 1966-1967 : Cher oncle Bill (Family Affair), saison 1, 5 épisodes
- 1967-1968 : Commando Garrison (Garrison's Gorillas), saison unique, 25 épisodes
- 1968 : Le Grand Chaparral (The High Chaparral), saison 2, épisode 7 Elbenezer
- 1969-1970 : Bonanza, saisons 10 et 11, 6 épisodes
- 1971 : Opération danger (Alias Smith and Jones), saison 2, épisode 5 Qui s'impose s'oppose (The Posse That Wouldn't Quit)
- 1976 : Risko de Bernard L. Kowalski (téléfilm)
- 1976 : Sur la piste des Cheyennes (The Quest), saison unique, 4 épisodes
- 1977-1978 : Wonder Woman, saisons 2 et 3, 13 épisodes

## Distinctions (sélection)
- 1950 : Nomination à l'Oscar du meilleur montage, pour Iwo Jima.